# Crown Imperial
Crown Imperial – samochód osobowy klasy luksusowej produkowany pod amerykańską marką Imperial w latach 1954 – 1965. „Crown Imperial” stanowiło używane samodzielnie oznaczenie modelu, który określany jest też jako Imperial Crown Imperial i nie należy go mylić z modelem Imperial Crown.

## Historia i opis modelu

### Pierwsza generacja (1955-1956)

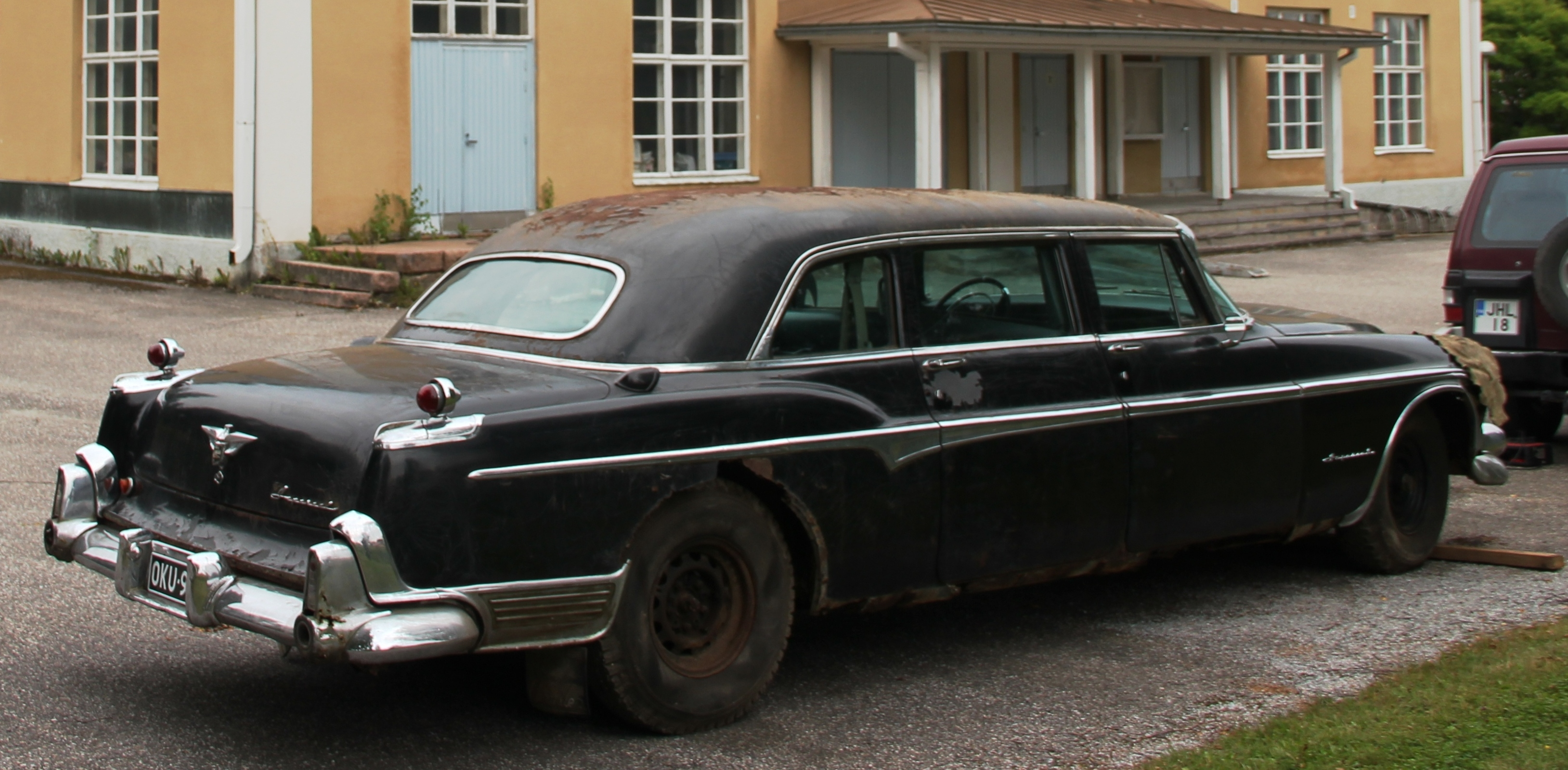
Crown Imperial z 1955 od tyłu

Pod koniec 1954 roku dotychczasowe najbardziej luksusowe modele samochodów Chryslera: Chrysler Custom Imperial i Crown Imperial zostały wydzielone w ramach osobnej marki Imperial, jako dwie linie: Imperial i Crown Imperial. Utworzono w ten sposób nową markę luksusowych samochodów, która miała konkurować z samochodami Cadillac i Lincoln, a Chrysler zyskał dzięki temu pięć oddziałów, odpowiadających markom koncernu General Motors z odpowiednich segmentów cenowych. Crown Imperial stanowił jeszcze większy, droższy i bardziej luksusowy wariant modelu Imperial, oparty na wydłużonym o 50 cm podwoziu o rozstawie osi 3,8 m (149,5 cala). 
Samochody marki Imperial pierwszej generacji zostały przedstawione 17 listopada 1954 roku na 1955 rok modelowy. Otrzymały całkiem nowe nadwozie zaprojektowane przez zespół Virgila Exnera, w ramach programu unowocześnienia wizerunku samochodów Chryslera Forward Look, zrywając z konserwatywnym wizerunkiem poprzedników. Nowa sylwetka wszystkich modeli koncernu była niższa, szersza i dłuższa, bardziej dynamiczna i pozbawiona wystających na boki błotników tylnych, z wygiętą na boki panoramiczną szybą przednią}. Charakterystycznym elementem ich stylistyki stała się podwójna atrapa chłodnicy, z grubą chromowaną kratą, przedzielona pionową poprzeczką z logo marki, odróżniająca się wyraźnie od modeli Chryslera, poza najdroższym sportowym C-300. Detalem odróżniającym je od Chryslera były też wolnostojące ozdobne chromowane lampy na szczycie błotników tylnych.
Napęd zarówno modelu Imperial, jak i Crown Imperial stanowił silnik V8 o pojemności 5,4 l (331,1 in³) i mocy 250 KM (brutto). Napęd był przenoszony przez dwubiegową automatyczną skrzynię biegów PowerFlite z selektorem umieszczonym w pierwszym roku na desce przyrządów. W wyposażeniu standardowym były m.in. radio, elektryczne szyby i regulacja foteli, wspomaganie kierownicy i hamulców, a dodatkowo była dostępna klimatyzacja (567 dolarów). Jedynie Crown Imperial otrzymał w pierwszym roku 12-voltową instalację elektryczną zamiast 6-voltowej. Jako jedyny amerykański samochód w tym roku został wyposażony w hamulce tarczowe. 
Produkowano dwie odmiany nadwoziowe, obie czterodrzwiowe ośmiomiejscowe: sedan, z ceną bazową 6973 dolary, i limuzynę (Limousine), z ceną bazową 7095 dolarów. Wyprodukowano tylko 172 samochody 1955 rocznika, w tym 127 limuzyn. Był on w 1955 roku najdroższym samochodem produkcji amerykańskiej, a konkurentem był tylko Cadillac Series 75 Fleetwood (6402 dolary).
W 1956 roku modelowym, zaprezentowanym 21 października 1955 roku, wprowadzono jedynie niewielkie zmiany stylistyczne. Powiększono natomiast silnik do 5,8 l (354 in³), który rozwijał moc 280 KM. Skrzynia biegów PowerFlite była teraz sterowana przyciskami. Ceny bazowe sięgały od 7603 do 7670 dolarów, a wyprodukowano ich 226, w tym 175 limuzyn. Spośród samochodów amerykańskich droższy był tylko dwudrzwiowy Continental Mark II.

### Druga generacja (od 1957)

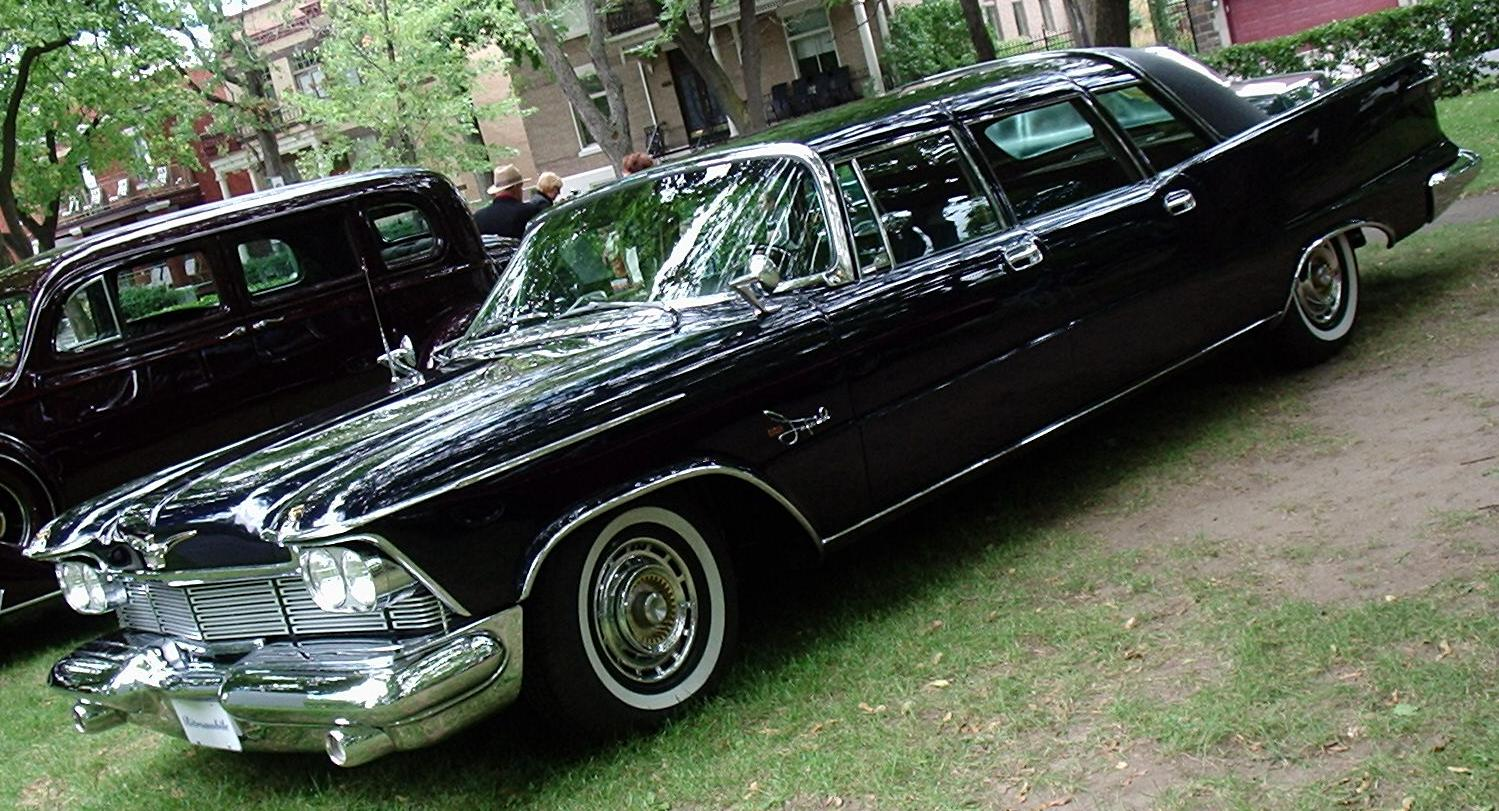
Crown Imperial z 1958

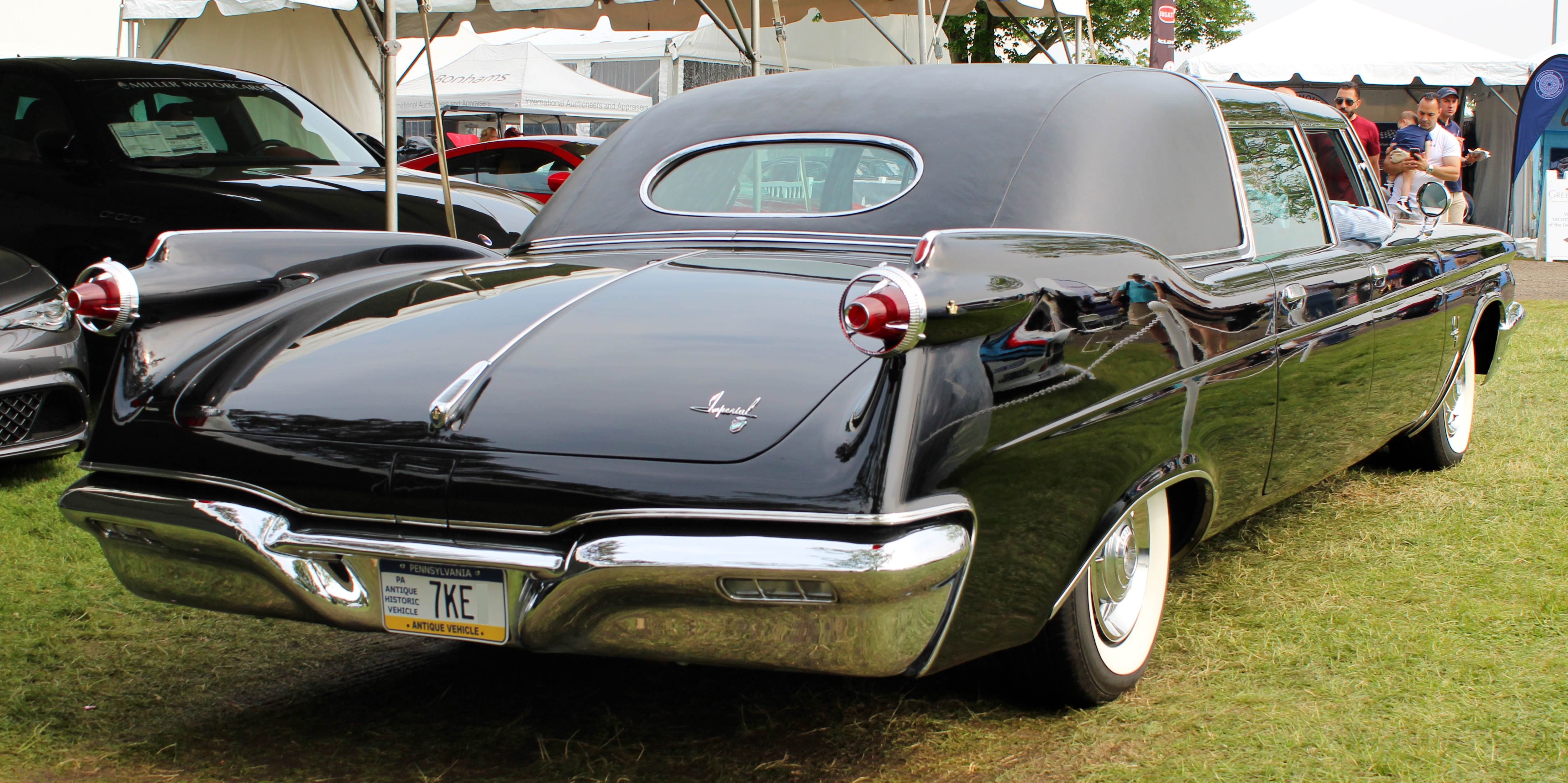
Crown Imperial z 1960 - tył

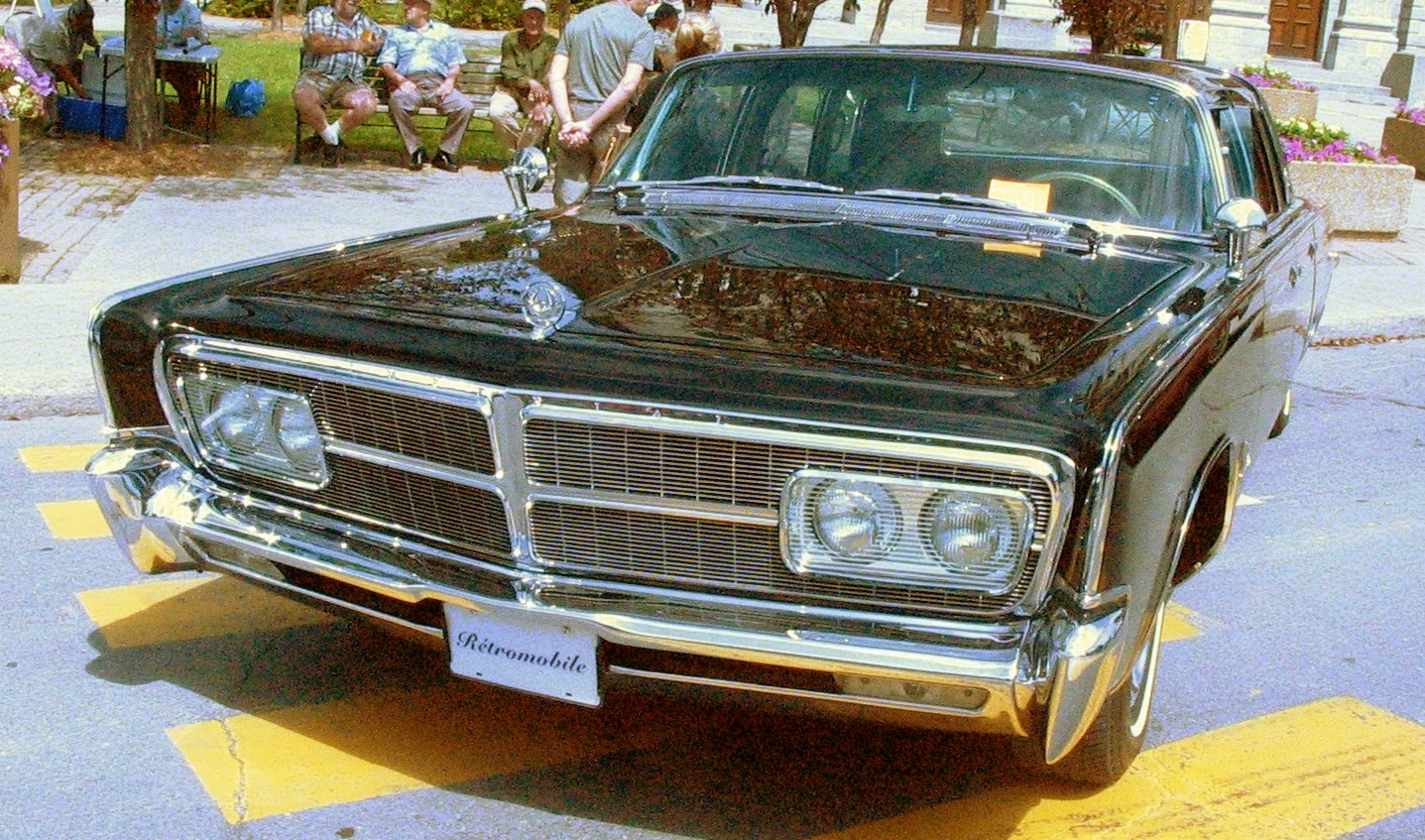
Crown Imperial z 1965

Drugą generację modelu Crown Imperial zaprezentowano 2 stycznia 1957 roku. Samochód otrzymał zupełnie nowe nadwozie, obniżone i wizualnie wydłużone, w ramach drugiej odsłony nowoczesnego programu stylistycznego Chryslera Forward Look. Dla podkreślenia wyjątkowego statusu sztandarowej limuzyny, Crown Imperial tym razem nie dzielił nadwozia z podstawowym modelem Imperial, lecz było ono zaprojektowane i wykonywane ręcznie we włoskich zakładach Carrozzeria Ghia w Turynie. Było ono podobne do Imperiala, lecz różniło się między innymi bardziej elegancką linią dachu i atrapą chłodnicy z czterech kolumn poziomych poprzeczek. Drzwi zachodziły przy tym w górnej części na krawędzie dachu. Zachowano taki sam rozstaw osi, co w poprzedniej generacji (3,8 m). Napęd był wspólny z Imperialem i Chryslerem New Yorker w postaci nowego silnika V8 o pojemności 6,4 l (392 in³) i mocy 325 KM (brutto), z automatyczną skrzynią biegów TorqueFlite. 
Produkowano tylko czterodrzwiową ośmiomiejscową limuzynę, w ograniczonej palecie kolorystycznej. Cena bazowa wynosiła w 1957 roku 14 000 dolarów, przez co ponownie był to najdroższy samochód amerykański, a wyprodukowano ich w tym roku tylko 36. Należy zaznaczyć, że w tym roku Imperial wprowadził też model Imperial Crown, będący znacznie tańszą odmianą podstawowego modelu marki. W 1958 roku Crown Imperial nie uległ większym zmianom, natomiast cena wzrosła do 15 075 dolarów, a powstało ich 31. W 1959 roku zmieniono atrapę chłodnicy, a oprócz tego model i napęd pozostał taki sam, lecz powstało tylko 7 sztuk. 
W kolejnych latach model ten był nadal produkowany w niewielkiej liczbie na zamówienie, przechodząc restylizację. Zakończono ich produkcję w 1965 roku modelowym
Crown Imperial wyprodukowany w 1960 roku był prywatnym samochodem Pierwszej Damy Stanów Zjednoczonych, Jacqueline Kennedy. Samochód pojawił się także podczas pogrzebu Johna F. Kennedy'ego.

### Silniki
- V8 5.4l Hemi
- V8 5.8l Hemi
- V8 6.4l Hemi
- V8 6.8l Wedgehead